# Suro Lembak
Suro Lembak is een bestuurslaag in het regentschap Kepahiang van de provincie Bengkulu, Indonesië. Suro Lembak telt 574 inwoners (volkstelling 2010).